# NGC 5552
NGC 5552 (другие обозначения — NGC 5558, ZWG 47.4, PGC 51140) — галактика в созвездии Дева.
Этот объект занесён в новый общий каталог несколько раз, с обозначениями NGC 5552, NGC 5558.
Этот объект входит в число перечисленных в оригинальной редакции «Нового общего каталога».